# Volžská vodní elektrárna
Volžská vodní elektrárna (rusky Волжская ГЭС) je vodní dílo na řece Volha. V době uvedení do provozu v roce 1961 byla nejvýkonnější vodní elektrárnou na světě a je nejvýkonnější vodní elektrárnou v Evropě.

## Všeobecné informace
Vodní dílo bylo postaveno v letech 1950–1961. Betonová část se skládá ze 44 m vysoké a 725 m dlouhé přehrady. Součástí celkového přehrazení je sypaná hráz o délce 3 250 m. Součástí systému je rybí přechod a zdymadlový systém. V elektrárně pracuje na spádu 21,5 m 22 Kaplanových turbín s hltnostmi od 633 do 700 m3/s. Celkový instalovaný výkon v době uvedení do provozu byl 2 671 MW. Celková propustnost přes přelivy i turbíny je 63 060 m3/s.
Přehrada slouží jako silniční i železniční přemostění Volhy. Přehrazením řeky vznikla Volgogradská přehradní nádrž.
| 2006   | 2007   | 2008   | 2009   | 2010   | 2011   | 2012   | 2013   | 2014   | 2015   | 2016   | 2017   | 2018   |
| ------ | ------ | ------ | ------ | ------ | ------ | ------ | ------ | ------ | ------ | ------ | ------ | ------ |
| 11 307 | 13 537 | 11 817 | 11 853 | 10 260 | 10 426 | 11 626 | 12 839 | 11 566 | 10 999 | 11 841 | 13 941 | 13 235 |

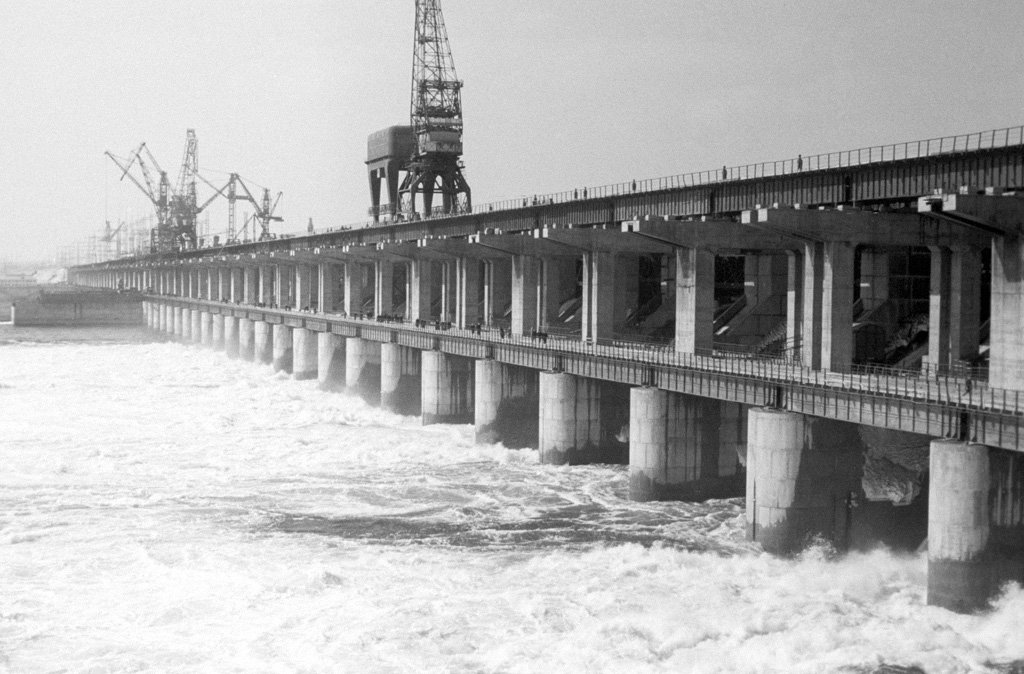
Historický pohled k elektrárně přes přelivy

Budování díla probíhalo ve stejné době spolu se sesterskou Žiguljovskou elektrárnou. Ve stejné podobnosti, v jaké se vyskytují údaje historické, se nachází i údaje technické. Přehradní jezera obou elektráren pokrývají většinu toku Volhy i část jejího největšího přítoku Kamy. Obě elektrárny jsou součástí Volžsko-kamské kaskády, která je významnou součástí 400kV sítě s účinným dosahem až k Moskevské oblasti a ke střednímu Uralu. Pod napětím 400 kV byl poprvé na světě úspěšně realizován i vysokonapěťový přenos stejnosměrným proudem (HVDC) pro maximální výkon 750 MW na trati Volgograd-Donbas.
|                         | Žiguljovská               | Volžská                    |
| ----------------------- | ------------------------- | -------------------------- |
| Stanovení projektu      | 6. 10. 1949               | 6. 8. 1950                 |
| Začátek prací           | 14. 11. 1949              | 1. 1. 1951                 |
| Přehrazení toku         | 24. 10. 1955              | 31. 10. 1958               |
| Provoz prvního agregátu | 29. 12. 1955              | 22. 12. 1958               |
| Dosažení plného výkonu  | 14. 10. 1957              | 9. 12. 1960                |
| Uvedení do provozu      | 10. 8. 1958               | 10. 9. 1961                |
| Instalovaný výkon       | 2 478 MW                  | 2 734 MW                   |
| Přehradní nádrž         | Kujbyševská               | Volgogradská               |
| Předchozí názvy         | Volžská V.I.L Kujbyševská | Stalingradská Volgogradská |

## Historie vodního díla
První úvahy o vybudování vodního energetického stupně na Volze se objevily již začátkem 20. století. V roce 1910 předložil inženýr Gleb Maxmilianovič Křižanovský carské vládě návrh projektu na vybudování vodní elektrárny v soutěsce u města Žiguljovsk. Křižanovský byl v roce 1919 V. I. Leninem pověřen přesným výběrem vhodného místa a o rok později jmenován do čela Státní komise pro elektrifikaci Ruska, známé pod zkratkou GOELRO. Křižanovský označil za nejvhodnější tři místa u sídel Krasnaja Glinka, Perevoloki a pod městem Stavropol. V ohybu řeky byl založen stavební tábor Krasnaja Glinka, ale veškeré stavební práce ukončil začátek Velké vlastenecké války. Po jejím konci započaly opět práce, které daly později vzniknout přehradě původně nazývané Kujbyševská (později Žiguljovská) s elektrárnou, která je dodnes druhou nejvýkonnější elektrárnou na Volze. Ve stejné době se projekt rozšířil ještě o další elektrárnu, vzhledem k vyššímu průtoku ještě výkonnější, tehdy označovanou jako vodní elektrárna Stalingrad (později Volžská).

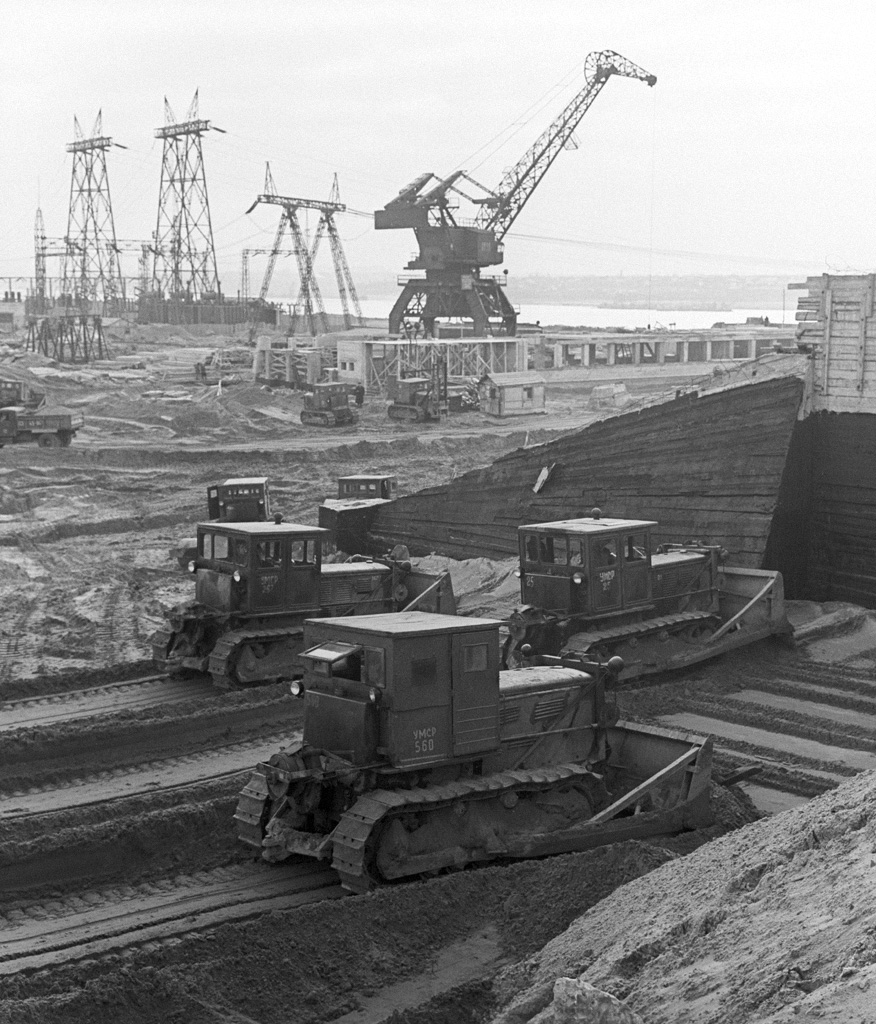
První práce na budoucím dně

V poválečném období se sovětští stavitelé i konstruktéři mohli již opírat o zkušenosti získané při budování vodních děl na písčitých podložích (moskevské kanály, vodní elektrárny na řece Svir, Volchov a na horní Volze), stejně jako o zkušenosti s provozem turbín o vysoké hltnosti na elektrárně Dněproges na Dněpru. Zatímco výstavba vodního díla Dněproges byla umožněna pomocí dodávek strojních zařízení z USA, po válce poskytovaly závody v Leningradě již nejen vlastní turbíny a generátory, ale i moderní modelovou hydrodynamickou laboratoř.
V rozhodnutí Rady ministrů SSSR č. 3555 ze dne 6. srpna 1950 O výstavbě vodní elektrárny Stalingrad se předpokládal instalovaný výkon 1 700 MW s roční výrobou 10 miliard kWh. Stejně jako u jiných vodních elektráren na Volze a Kamě se předpokládalo, že výstavba vodního díla bude komplexně řešit otázky energetiky, říční a železniční dopravy a zavlažování.
Dne 17. srpna 1950, v souladu s nařízením č. 0558 Ministerstva vnitra SSSR, byl vytvořen Achtubinský nápravně pracovní tábor (Ахтубинский исправительно-трудовой лагерь) – Achtublag pro následující hospodářské činnosti: stavba Stalingradské vodní elektrárny, založení kamenolomů, přeprava nákladů po Volze, stavba kanálu Volha-Achtuba, stavba automobilových základen, skladů, opraváren automobilů a strojů, dřevozpracujících závodů, dočasných silnic, obytných domů, kulturních objektů, vodovodní a kanalizační infrastruktury na levém břehu Volhy, rekreačních a pionýrských objektů, objektů souvisejících s rybolovem, práce na Závodu 264 Ministerstva říčního loďstva, práce pro Stavebně-montážní správu Ministerstva průmyslových stavebních hmot v obci Razguljajevka, práce na lesním závodu, včetně nakládky dřevní hmoty a truhlářských prací.
Tímto byla zajištěna pracovní síla do března 1953. Po smrti J. V. Stalina došlo k rozsáhlé amnestii. Na začátku roku 1953 zajišťoval Achtublag potřebný pracovní výkon pomocí 26 044 vězňů, jichž koncem roku zůstalo jen 38. Vězni z Achtublagu tak zajistili pouze základní výkopové práce, výstavbu kanálů a bydlení pro civilní zaměstnance. Další práce byly zajišťovány jednak pomocí nástupu amnestovaných vězňů do civilních činností, jednak údernými brigádami Komsomolu. Pracovní příležitosti využili i lidé z celé země, pro které bylo budování vodního díla příležitostí pro získání lepších životních podmínek.  
Vedoucím projektu se stal Fjodor Georgijevič Loginov, který vedl práce na obnově válkou poničené elektrárny Dněproges. Mezi úkoly projektu bylo také vybudování vedení vysokého napětí o napětí 400, 220 a 110 kV.
První kubík betonu byl položen 5. září 1954. V chráněných suchých jámách byla zahájena výstavba vodní elektrárny, přehradní hráze a zdymadla.
V listopadu 1954 byl Loginov jmenován ministrem výstavby elektráren a v roce 1956 byla stavba vedena A. P. Alexandrovem, který byl převeden z výstavby Žiguljovské vodní elektrárny.
Na projektu a výstavbě vodní elektrárny se podílelo 11 předních výzkumných ústavů v zemi a celkem (kromě leningradského Gidroprojektu a jeho poboček) přibližně 100 projekčních a výzkumných ústavů, vzdělávacích institucí i výrobních závodů. Akademie věd SSSR během stavby opakovaně pořádala zasedání na konkrétní otázky hydrodynamického inženýrství.

Stalinova smrt přinesla i snížení investic v podobě projektového odstranění nadměrných a velkolepých projevů dosavadní technické architektury (zdobných portálů, sloupů, soch). Za účelem urychlení uvádění vodních elektráren do provozu s plnou kapacitou konstruktéři a stavitelé provedli mnoho inovací. Při výstavbě vodní elektrárny Stalingrad byly poprvé v SSSR vyvinuty a aplikovány vibrační stroje (válce, ponorné vibrátory, kladiva), velkoplošné betonové panely, hydraulické vibrační vrtáky a mnoho dalších nových mechanismů pneumatické techniky. Strojovna (přes 730 m dlouhá, 24 m široká a 27 m vysoká) byla kompletně vyrobena ze železobetonu. 

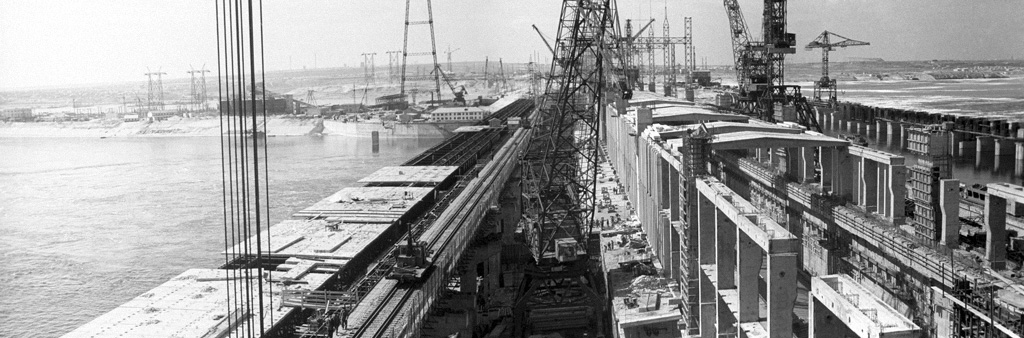
Historická fotografie zachycuje budování vodního díla ve fázi po přehrazení Volhy. Pohled směrem k pravému břehu od budoucí budovy hlavní strojovny.

Nejintenzivněji probíhaly práce během roku 1958, kdy došlo k základním historickým událostem, k překrytí Volhy a nakonec spuštění prvních bloků. 31. října 1958 v 10 hodin dopoledne byla Volha přehrazena. Důležitým mezníkem se stal 15. prosinec 1958, kdy byla pátá jednotka připravena ke spuštění. Kromě samotných budovatelů se na březích Volhy objevili i straničtí funkcionáři, fotografové i filmaři. Během bouřlivého potlesku a vzájemných gratulací dodala vodní elektrárna Stalingrad do veřejné sítě první elektřinu. Avšak v průběhu triumfu byl hlavní inženýr elektrorozvodny a průvodce delegace M. A. Ivanov nenápadně seznámen s prudkým nárůstem teploty hlavního valivého ložiska. Po rychlém posouzení poměru následků technických a politických, došlo k rozhodnutí vypnout kontrolní zařízení, které by po překročení nebezpečné hodnoty provoz zastavilo. Kritické hodnoty teploty bylo dosaženo přesně v době slavnostního ukončení provozu.
Po slavnostní akci bylo ihned axiální ložisko demontováno a byla přijata okamžitá opatření k jeho obnovení. Ukázalo se, že příčinou byla špatná kvalita oleje a vysoký specifický tlak na ložisko. Na ostatních jednotkách byly naplněny lázně axiálních ložisek speciálním turbínovým olejem místo dosavadního oleje kompresorového.
Dne 22. prosince 1958 byl uveden do provozu blok č. 6, 24. prosince blok č. 5 po rekonstrukci axiálního ložiska a 30. prosince blok č. 7.
Hladina vody v nádrži dosáhla své konstrukční kóty poprvé 17. června 1960. Dne 9. prosince 1960 tým Stalingradgidrostroje splnil své povinnosti. Do tohoto data byly všechny jednotky uvedeny do provozu. Vodní elektrárna dosáhla instalovaného výkonu 2 415 MW a stala se nejvýkonnější vodní elektrárnou na světě.
Dne 9. září 1961 byla vodní elektrárna, která již fungovala na plný výkon, přijata státní komisí do systému celostátní elektrické sítě. Při této příležitosti slavnostně přestřihl pásku generální tajemník Ústředního výboru Komunistické strany Sovětského svazu Nikita Sergejevič Chruščov.

## Rekonstrukce
V rámci integrovaného programu modernizace společnosti RusHydro se počítá k roku 2025 se zvýšením výkonu Volžské elektrárny na 2 744,5 MW. K roku 2019 bylo nahrazeno 15 z 22 turbín výkonnějšími jednotkami s dokonalejší regulací a dále bylo vyměněno 7 z 22 generátorů.
V rámci programu bude ve všech elektrárnách společnosti do roku 2025 vyměněno 55 % turbín, 42 % generátorů a 61 % transformátorů. Nahrazení se týká jednotek o celkové kapacitě 12 618 MW.

## Závěr

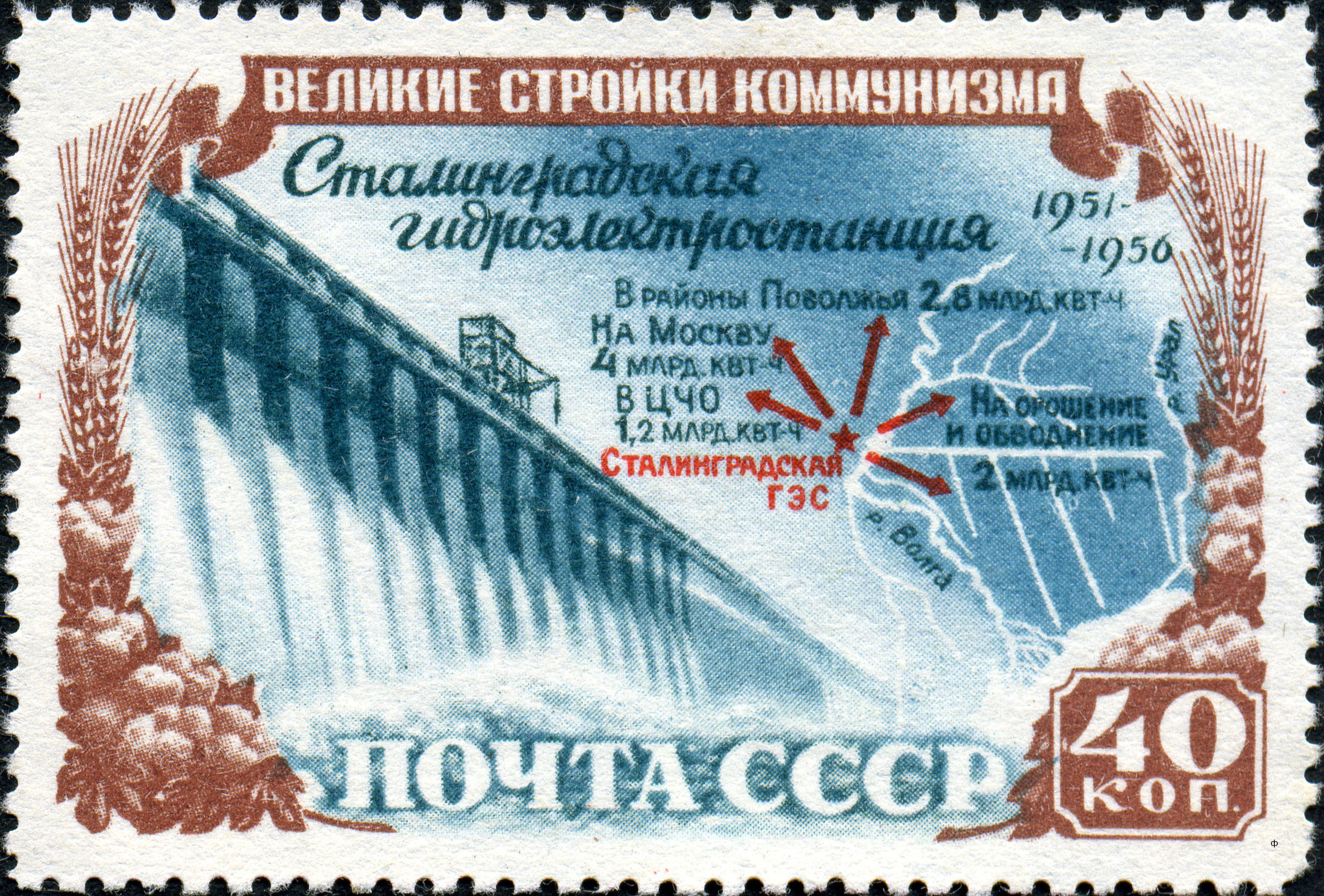
Poštovní známka z roku 1956

Když v září 1961 nadšený Nikita Sergejevič Chruščov slavnostně přestřihoval pásku před budovou strojovny nejvýkonnější vodní elektrárny na světě, patřil mezi nejpopulárnější lidi planety Jurij Gagarin. Vítězství pracujícího člověka nad přírodou se stalo skutečností, rozvíjely se další velkolepé plány na přeměnu středoasijských pouští v úrodné lány, rodily se projekty na obrácení Sibiřských veletoků, zbytečně tekoucích na sever.
V té době však již nánosy písku na dně přehradního jezera na dolním Asuánu na Nilu signalizovaly, že vítězství člověka nad přírodou nemusí být jen otázkou výzkumu, technologie a mocnosti pracovní síly. Na řece Volze se omezil tah ryb k přirozeným trdlištím, prudce poklesla produkce černého kaviáru, klesat začala hladina Kaspického jezera. Nejen Sovětský svaz čekala nová výzva - ekologie.
Přes veškeré negativní důsledky se však i Volžská elektrárna dokáže opřít o zdravé argumenty, a to způsobem pro všechny vodní elektrárny typickým. K návratu investic došlo již v roce 1967, vodní elektrárna ročně ušetří 4 miliony tun uhlí a kolem 10 milionů tun vzdušného kyslíku, čemuž odpovídá 14 milionů tun oxidu uhličitého.